# Lijst van Tweede Kamerleden 1824-1827
De samenstelling van de Tweede Kamer der Staten-Generaal 1824-1827 biedt een overzicht van de Tweede Kamerleden in de periode tussen oktober 1824 en oktober 1827. De zittingsperiode ging in op 19 oktober 1824 en eindigde op 15 oktober 1827.
Er waren toen 110 Tweede Kamerleden, die verkozen werden door de Provinciale Staten van de 18 provincies van het toenmalige Verenigd Koninkrijk der Nederlanden. Tweede Kamerleden werden verkozen voor een periode van drie jaar. Elk jaar werd een derde van de Tweede Kamer vernieuwd.

## Samenstelling na de verkiezingen van 1824

### Regeringsgezinden (70 zetels)
- Godefridus Adrianus Emanuel van Aefferden[1]
- Antoon Anne van Andringa de Kempenaer[2]
- Ange Angillis[3][4]
- Hubert Matthijs Adriaan Jan van Asch van Wijck[5][6]
- Gerard Beelaerts van Blokland[7][6]
- Cornelis Gerrit Bijleveld[8][6]
- Pieter Johan Boddaert[8][4]
- Josephus Johannes Bernardus Boeyé[9]
- Gerardus Andreas Martinus van Bommel[7][4]
- Guillaume Georges François de Borchgrave d'Altena[1][4]
- Joan Carel Gideon van der Brugghen van Croy[10][4]
- Ernest du Chastel[11][4]
- George Clifford[7][6]
- Henri Cogels[12][6]
- Charles Coppieters Stochove[3][4]
- Joseph van Crombrugghe[9][6]
- Petrus Josephus Cuypers[10][4]
- Antoine Florent Albert Desprez[13][6]
- Herman Jacob Dijckmeester[14]
- Martinus van Doorninck[15]
- Cornelis Duvelaer van de Spiegel[7]
- Gijsbert Fontein Verschuir[7]
- Karel Joseph Geelhand Della Faille[12][4]
- Joseph Gockinga[16][4]
- Hendrik Martinus van der Goes[7][6]
- Willem Hendrik van Heemstra[2][6]
- François van Hees[7]
- Sigismund Jacques van Heiden Reinestein[17][6]
- Johan Hora Siccama[16][4]
- Karel van Hulthem[9]
- Willem Jacob Huyssen van Kattendijke[8]
- Jacob Joseph Huyttens Kerremans[9][4]
- Arnoldus Josephus Ingenhousz[10]
- Joost Jarges[16][6]
- Jacob Carel van de Kasteele[7][4]
- Guillaume Dominique Aloys Kerens de Wolfrath[1][6]
- Auguste de la Motte Baraffe[11][4]
- François de Langhe[3][6]
- Pierre de Leonaerdts[1][4]
- Henricus Antonius Jacobus Liefmans[9][4]
- Johan van Lochteren Stakebrant[15][4]
- Theodore Arnold Loop[18][6]
- Tinco Martinus Lycklama à Nijeholt[2][4]
- Jan Elias Nicolaas van Lynden van Hoevelaken[14][4]
- Arnold Hendrik van Markel Bouwer[14]
- Petrus Andreas van Meeuwen[10]
- Denis de Mélotte d'Envoz[18][4]
- Rutger Metelerkamp[7][4]
- Antoon Philips Joseph de Moor[12]
- Pierre Thomas Nicolaï[18][6]
- Jean Antoine Pascal d'Onyn de Chastre[19][6]
- Willem Reinier Op ten Noort[14][6]
- Otto van Randwijck[14][6]
- Johan Repelaer van Molenaarsgraaf[7]
- Lodewijk Antoon Reyphins[3]
- Henri de Roisin[11][6]
- Franciscus Livinus De Rouck[9][6]
- Jean-Baptiste Serruys[3]
- Joseph de Snellinck[19][4]
- François de Stockhem-Mean[18]
- Arnold Jan Bernard van Suchtelen[15][6]
- Tammo Sypkens[16]
- Lodewijk van Toulon[7][4]
- Jacob Maurits Carel van Utenhove van Heemstede[5]
- Walterus Franciscus Van Genechten[12][6]
- Gustaaf Joseph Maximiliaan van Velsen[12]
- Arnoldus Gerbrandus Verheyen[10][6]
- Antonius Josephus Joannes Henricus Verheyen[10][6]
- Jacob Nanninga Arend van Wassenaer van Sint Pancras[7][6]
- Jan Iman Hendrik van Wickevoort Crommelin[7]

### Zuid-Nederlandse oppositionelen (25 zetels)
- Antoine Barthélémy[19]
- Antoine de Celles[19]
- François Cornet de Grez[19][4]
- François della Faille d'Huysse[9]
- Théordore Dotrenge[19]
- Guillaume Dumont[11]
- Johann Joseph Faber[13]
- Arsène Henri Joseph Fabry de Longré[18]
- Théophile Fallon[20][4]
- Etienne de Gerlache[18][4]
- Wijnand Goelens[9][4]
- Henri van den Hove[19][4]
- Charles Le Hon[11][6]
- Jean-François Maréchal[13]
- Joseph Mesdach de ter Kiele[3][4]
- Felix de Mûelenaere[3][6]
- François de Sécus[11][6]
- François de Serret[3][6]
- Goswin de Stassart[20]
- François Pierre Guillaume Aloys Surmont de Volsberghe[9]
- Charles Taintenier[11]
- François Sebastien Tinant[13][4]
- Pierre Trentesaux[11]
- Pierre Joseph de le Vielleuze[19][6]
- Philippe Vilain XIIII[9][6]

### Financiële oppositie (13 zetels)
- Daniël François van Alphen[7][4]
- Gerard George Clifford[7]
- Jan Corver Hooft[7][4]
- Pieter Samuël Dedel[7][4]
- Daam Fockema[2][4]
- Gijsbert Karel van Hogendorp[7][4]
- Daniël Hooft Jzn.[7][6]
- Chretien Jacques Adrien van Nagell[14][4]
- Jacobus Hendricus van Reenen[7][6]
- Leopold van Sasse van Ysselt[10][6]
- Willem Hendrik van Sytzama[2][6]
- Willem René van Tuyll van Serooskerken van Coelhorst[5][4]
- Antoine Warin[7][6]

### Onafhankelijken (2 zetels)
- Hendrik Collot d'Escury[7]
- Samuel Johannes Sandberg van Essenburg[15]

## Bijzonderheden
- Bij de verkiezingen van 1824 werden 37 Tweede Kamerleden gekozen. Zij werden op 19 oktober 1824 geïnstalleerd.
- Johan Hora Siccama (regeringsgezinden) kwam op 19 oktober 1824 in de Tweede Kamer als opvolger van de in 1822 verkozen Onno Tamminga Alberda van Rensuma, die benoemd werd tot lid van de Eerste Kamer der Staten-Generaal.
- Pieter Johan Boddaert (regeringsgezinden) kwam op 19 oktober 1824 in de Tweede Kamer als opvolger van de in 1822 verkozen François Clement de Jonge, die ontslag had genomen.
- Jacob Carel van de Kasteele (regeringsgezinden) kwam op 19 oktober 1824 in de Tweede Kamer als opvolger van de op 23 november 1823 overleden Robert Hendrik Arntzenius.
- Etienne de Gerlache (Zuid-Nederlandse oppositionelen) kwam op 19 oktober 1824 in de Tweede Kamer als opvolger van de in 1822 verkozen Jean Ernest Philibert Albert de Hemricourt de Ramioulle (regeringsgezinden), die benoemd werd tot lid van de Eerste Kamer der Staten-Generaal.
- Charles Le Hon (Zuid-Nederlandse oppositionelen) kwam op 19 oktober 1824 in de Tweede Kamer als opvolger van de op 9 oktober 1824 overleden Jean-Baptiste Rosier (regeringsgezinden).
- Felix de Mûelenaere (Zuid-Nederlandse oppositionelen) kwam op 19 oktober 1824 in de Tweede Kamer als opvolger van de in 1823 verkozen Felix Joseph Frans de Ghelcke (regeringsgezinden), die op 18 oktober 1823 ontslag had genomen.
- Jan Corver Hooft (financiële oppositie) kwam op 19 oktober 1824 in de Tweede Kamer als opvolger van de op 23 november 1823 overleden Johannes Cornelis van der Kemp (regeringsgezinden).
- Jacobus Hendricus van Reenen (financiële oppositie) kwam op 19 oktober 1824 in de Tweede Kamer als opvolger van de op 20 juli 1824 overleden Joan Melchior Kemper (regeringsgezinden).

## Tussentijdse mutaties

### 1824
- 13 november: Willem Reinier Op ten Noort (regeringsgezinden) overleed. De Provinciale Staten van Gelderland kozen Diederik Louis van Brakell tot den Brakell (gematigde liberalen) tot zijn opvolger, hij werd op 18 oktober 1825 geïnstalleerd.

### 1825
- 13 juni: Antoon Anne van Andringa de Kempenaer (regeringsgezinden) overleed. De Provinciale Staten van Friesland kozen Ambrosius Ayzo van Boelens als zijn opvolger, hij werd op 18 oktober dat jaar geïnstalleerd.
- Bij de verkiezingen dat jaar werd het mandaat van 36 Tweede Kamerleden vernieuwd. Volgende Tweede Kamerleden waren geen kandidaat voor een hernieuwing van hun mandaat of werden niet herkozen: Joseph Gockinga (regeringsgezinden) in Groningen, Henricus Antonius Jacobus Liefmans (regeringsgezinden) in Oost-Vlaanderen, Gijsbert Karel van Hogendorp (financiële oppositie) in Holland. Hun mandaat liep af op 17 oktober 1825.
- Hun opvolgers waren Hendrik Guichart, Karel de Waepenaert de Termiddelerpen en Willem Boudewijn Donker Curtius van Tienhoven (allen regeringsgezinden). Zij werden op 18 oktober 1825 geïnstalleerd.

### 1826
- 21 februari: Johan van Lochteren Stakebrant (regeringsgezinden) overleed. De Provinciale Staten van Overijssel kozen Hendrik Abraham IJssel de Schepper als zijn opvolger, hij werd op 17 oktober dat jaar geïnstalleerd.
- 20 mei: Willem Jacob Huyssen van Kattendijke (regeringsgezinden) overleed. De Provinciale Staten van Zeeland kozen Johan Gulielmus Hinlópen als zijn opvolger, hij werd op 17 oktober dat jaar geïnstalleerd.
- 22 juni: Arnold Hendrik van Markel Bouwer (regeringsgezinden) overleed. De Provinciale Staten van Gelderland kozen Johan Weert als zijn opvolger, hij werd op 17 oktober dat jaar geïnstalleerd.
- Bij de verkiezingen dat jaar werden het mandaat van 37 Tweede Kamerleden vernieuwd. Volgende Tweede Kamerleden waren geen kandidaat voor een hernieuwing van hun mandaat of werden niet herkozen: Guillaume Dominique Aloys Kerens de Wolfrath (regeringsgezinden) in Limburg, Pierre Thomas Nicolaï (regeringsgezinden) in Luik, Jacob Nanninga Arend van Wassenaer van Sint Pancras (regeringsgezinden) in Holland en Willem Hendrik van Sytzama (financiële oppositie) in Friesland. Hun mandaat liep af op 16 oktober 1826.
- Hun opvolgers waren Charles de Brouckère (Zuid-Nederlandse oppositionelen), Olivier Leclercq, Frederik van de Poll (beiden regeringsgezinden) en Maurits Pico Diederik van Sytzama (onafhankelijk). De Brouckère en Leclercq werden op 17 oktober 1826 geïnstalleerd, van Sytzama op 2 december dat jaar en van de Poll op 24 januari 1827.
- 16 oktober: Auguste de la Motte Baraffe (regeringsgezinden) vertrok uit de Tweede Kamer. De Provinciale Staten van Henegouwen kozen Philippe de Bousies (Zuid-Nederlandse oppositionelen) als zijn opvolger, maar die werd niet toegelaten als Tweede Kamerlid omdat er discussie was over zijn nationaliteit; de Bousies was namelijk geboren in Frankrijk. Bij een nieuwe verkiezing werd de Bousies herkozen, waarna hij op 31 januari 1827 werd geïnstalleerd.
- 30 december: Willem Hendrik van Heemstra (regeringsgezinden) overleed. De Provinciale Staten van Friesland kozen Willem Frederik Lodewijk Rengers als zijn opvolger, hij werd op 23 april 1827 geïnstalleerd.
- 28 mei: François Cornet de Grez (Zuid-Nederlandse oppositionelen) overleed. In deze zittingsperiode werd niet meer in vervanging van zijn vacature voorzien.